# Stefan Schönegg
Stefan Schönegg (* 1986 in Heppenheim) ist ein deutscher Jazz- und Improvisationsmusiker (Kontrabass).

## Leben und Wirken
Schönegg wuchs in Konstanz auf. Zunächst studierte er klassischen Kontrabass an der Hochschule für Musik „Hanns Eisler“ Berlin, bevor er ab 2010 Jazzkontrabass in Köln studierte. Seitdem lebt er dort und arbeitet im Spannungsfeld von Improvisierter Musik, Jazz und Neuer Musik. Er spielte ab Mitte der 2010er-Jahre u. a. mit Yoshiko Klein und Fabian Jung, im Simon Nabatov Trio und im Trio mit Philip Zoubek und Etienne Nillesen, ferner in den Formationen Botter um Dierk Peters und Julian Ritter, Schmid’s Huhn um Stefan Karl Schmid und Leonhard Huhn, Die Fichten mit Leonhard Huhn und Dominik Mahnig, mit Gregor Siedl und Niklas Wandt im Trio Notdurft, im Quartett der Sängerin Laura Totenhagen, im Quartett Uchronia um Salim Javaid und Marlies Debacker sowie im Ensemble RO(we)TOR – einengende Konzepte für freiheitsliebende Musiker um Carl Ludwig Hübsch. Als Mitglied des Quartetts von Eva Klesse war er an der Einspielung des Albums Creatures & States (2020) beteiligt. Auch trat er unter anderem auf mit Arto Lindsay, Theo Bleckmann, Eve Risser, Tetsu Saitō und Bernd Konrad.
Sein 2016 gegründetes eigenes Bandprojekt namens Enso entstand als Quartett in der Instrumentierung Saxophon, Cello, Kontrabass und Schlagwerk; in dieser Besetzung entstanden zwei Alben. Der Name bezieht sich auf das japanische kalligrafische Symbol Ensō (japanisch: 円相, runde Form, Kreis), das im Zen-Buddhismus den wertungsfreien Ausdruck des Augenblicks, der zugleich alles und nichts umfasst, symbolisiert. In der Besetzung mit den Holzbläsern Michael Thieke und Sandra Weiss, dem Cellisten Nathan Bontrager und Etienne Nillesen veröffentlichte Schönegg 2021 deren viertes Album Strukturen.
Schönegg ist Gründungsmitglied des Kölner Kollektivs für Improvisation und aktuelle Musik Impakt, welches in Köln Konzerte veranstaltet und ein Label für improvisierte Musik unterhält. Seit 2023 ist er zudem Nica-Artist des Europäischen Zentrums für Jazz und aktuelle Musik.

## Diskographische Hinweise
- Huhn / Schönegg / Mahnig: Die Fichten (fixcel records, 2015)
- Matthias Ockert Polytheistic Ensemble: Signals from the cool (Neuklang, 2016)
- Simon Nabatov Trio: Picking Order (Leo records, 2016, mit Dominik Mahnig)
- Stefan Schönegg: Enso (Impakt Records, 2016, mit Leonhard Huhn, Nathan Bontrager, Etienne Nillesen)
- Schmid’s Huhn: Golden Spheres (mit Stefan Karl Schmid, Leonhard Huhn, Fabian Arends; shoebill records 2018)
- Katrin Scherer's CLUSTER Quartet (Green Deer, 2018, mit Moritz Wesp, Leif Berger)
- Stefan Schönegg Enso: Strings & Percussion (Impakt Records, 2022, mit Kari Rønnekleiv, Judith Hamann, Toma Gouband, Etienne Nillesen)
- Stefan Schönegg Enso: On the Withered Tree a Flower Blooms (Impakt Records, 2025, mit Marlies Debacker, Etienne Nillesen)[3]

## Belege
1. ↑  Music, abgerufen am 10. Oktober 2020
2. ↑  NICA-Artist Stefan Schönegg. Abgerufen am 9. Oktober 2023.
3. ↑  Martin Laurentius: Stefan Schönegg Enso On The Withered Tree A Flower Blooms. In: Jazz thing. 17. März 2025, abgerufen am 17. März 2025.

| Personendaten    | Personendaten                                          |
| ---------------- | ------------------------------------------------------ |
| NAME             | Schönegg, Stefan                                       |
| KURZBESCHREIBUNG | deutscher Jazz- und Improvisationsmusiker (Kontrabass) |
| GEBURTSDATUM     | 1986                                                   |
| GEBURTSORT       | Heppenheim                                             |